# Ecnomus tang
Ecnomus tang är en nattsländeart som beskrevs av Cartwright 1992. Ecnomus tang ingår i släktet Ecnomus och familjen trattnattsländor. Inga underarter finns listade i Catalogue of Life.